# Prosperidad

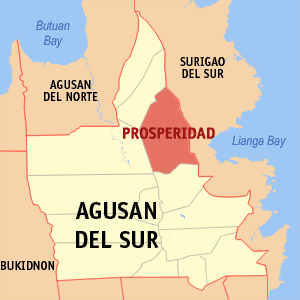
Prosperidads läge i Agusan del Sur

Prosperidad är en ort på ön Mindanao i Filippinerna. Den är administrativ huvudort för provinsen Agusan del Sur i regionen Caraga.
Prosperidad räknas officiellt inte som stad utan är en kommun. Kommunen är indelad i 32 smådistrikt, barangayer, varav 31 är klassificerade som landsbygdsdistrikt och endast 1 som tätortsdistrikt. Hela kommunen har 70 815 invånare (folkräkning 1 maj 2000) varav 10 944 invånare bor i centralorten.